# Hiroyuki Kobayashi
Hiroyuki Kobayashi (jap. 小林 宏之 Kobayashi Hiroyuki; ur. 18 kwietnia 1980) – japoński piłkarz występujący na pozycji obrońcy.

## Kariera klubowa
Od 2003 do 2012 roku występował w klubach Urawa Reds, Kawasaki Frontale, Yokohama FC, Fervorosa Ishikawa Hakuzan FC, Blaublitz Akita i Oita Trinita.